# ساندر كوبمان
ساندر كوبمان (12 مارس 1995 في بلجيكا - ) هو لاعب كرة قدم بلجيكي في مركز الوسط. شارك مع منتخب بلجيكا تحت 19 سنة لكرة القدم. أما مع النوادي، فقد لعب مع نادي كلوب بروج.

## روابط خارجية
- ساندر كوبمان على موقع الاتحاد البلجيكي (الإنجليزية)
- ساندر كوبمان على موقع قاعدة بيانات كرة القدم.إي يو (الإنجليزية)
- ساندر كوبمان على موقع Soccerway.com (الإنجليزية)
- ساندر كوبمان على موقع AS.com (الإسبانية)